# Inscutomonomma namaquanum
Inscutomonomma namaquanum es una especie de coleóptero de la familia Monommatidae.

## Distribución geográfica
Habita en Namaqualand (África).